# حصن بركاء
حصن بركاء تقع وسط ولاية بركاء بمنطقة السوق وتبعد عن شاطئ خليج عُمان بساحل الباطنة ما لا يقل عن 1 كم، يبرز الحصن كبرج ثماني الزوايا وفي مؤخرة الحصن يوجد برجي مراقبة أعيد ترميمهما وقد كانا يشكلان قديماً جزءاً من سور المدينة الدفاعي.

## الجغرافيا
يقع حصن بركاء على الشريط الساحلي لولاية بركاء، ويحيط به السوق القديم وسوق السمك وسوق الخضراوات التابع للولاية.

## تخطيط الحصن
يتكون الحصن من عدة أبراج تتوزع على جميع زواياها بني بداخل الحصن مسجد للصلاة وفي الناحية الجنوبية الغربية برج للمراقبة، ثم يمتد البرج بجدار إلى الناحية الجنوبية الشرقية، وتم بناء برج آخر ليحمي تلك الناحية، حيث كان يوجد في الحصن في السابق برج آخر يطل في الناحية الشمالية الشرقية، وآخر يطل على الناحية الغربية.
وبهذا التوسع يكون الحصن قد استكمل بناؤه من الناحية الحربية والدفاعية، ويعد مقراً صالحاً للحكومة فقد كان الحصن سكن للوالي ومقراً للحكم في نفس الوقت، كما يوجد فيه غرفة للعدالة وقاعة للانتظار، وبرج في الناحية الشرقية الشمالية.
ويختلف مسار البوابة التي يدخل منها المواطنون القادمون لغرفة العدالة أو قاعة المحكمة عن البوابة التي يدخل منها القاضي أو الإمام، فتعتبر هذه الغرفة المرجعية الأولى في الحصن، حيث يتم فيها بحث جميع القضايا والأمور المتعلقة بشؤون الولاية وبحث القضايا الشرعية والقانونية وكذلك إصدار الأحكام. بجوار قاعة المحكمة يوجد جناح أسرة الإمام، الذي يتكون من ثلاث غرف وغرفة للاستقبال وبئر ماء تخدم أفراد العائلة والقائمين على خدمتهم، وفي أعلى الجناح توجد غرفة الإمام الخاصة التي تتكون من غرفتين ملتصقتين ببعضهما بعضاً ودورة مياه وهي أعلى نقطة في الحصن، وبذلك سميت القصبة لارتفاعها العالي.
وفي الناحية الغربية يوجد أقدم جزء في الحصن ويسمى قلعة الدفاع، وذلك لوجود مخازن الأسلحة والذخيرة والمخازن السرية وغرف التوقيف وغيرها ويوجد في البرج بئر ماء تخدم القائمين فيه.

## التاريخ

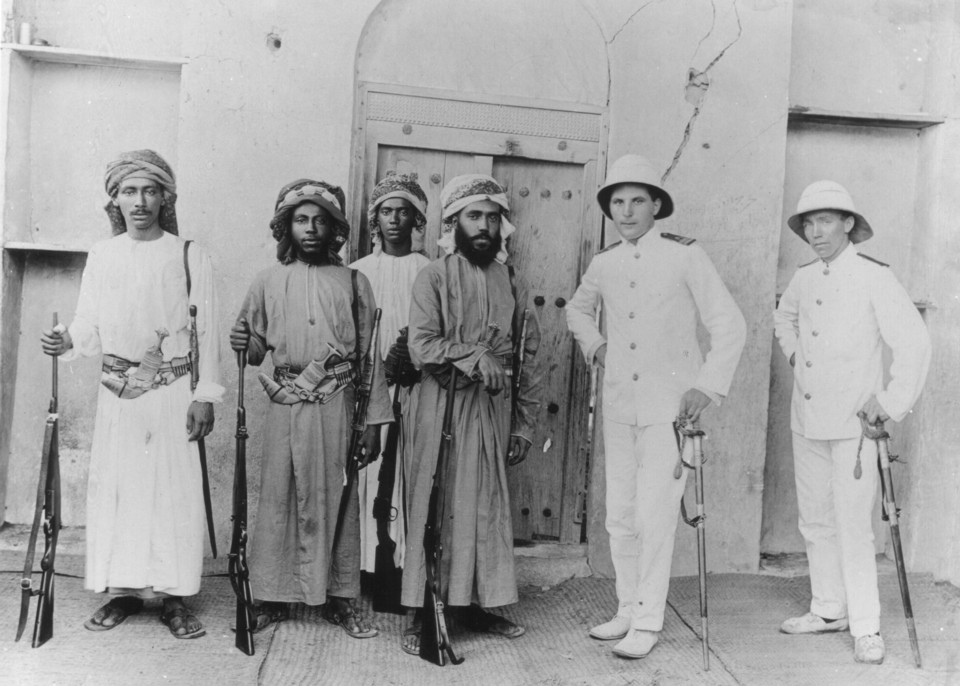
السلطان تيمور بن فيصل مع مرافقيه أمام حصن بركاء خلال جولته هناك عام 1914م.

تشير التقديرات إلى أنه تم بناء الحصن في منتصف القرن السابع عشر الميلادي وبُني على مرحلتين، كانت المرحلة الأولى في عهد سيف بن سلطان اليعربي، وأكمل بناؤه في المرحلة الثانية في عهد حمد بن سعيد بن أحمد بن سعيد البوسعيدي، حيث تم تغيير الواجهة الرئيسة للحصن بعد ان كانت البوابة متجهة نحو الجنوب لتتجه إلى الشمال وأضيفت مساحة كبيرة لتتفق مع المساحة السابقة.
من أهم الأحداث التاريخية التي وقعت في هذا الحصن مذبحة الفرس عام 1728م في فترة سيف بن سلطان بتخطيط السيد أحمد بن سعيد البوسعيدي إذ أن الأخير كان والياً على صُحار قبل أن تتم مبايعته بالإمامة، وكانت صُحار وساحل الباطنة ومسقط تحت الاحتلال الفارسي، وبعد مناوشات كبيرة بين العمانيين والفرس خصوصاً في صحار من قبل جنود السيد أحمد، انسحب الفرس من كامل أراضي صُحار وبركاء إلا أن مسقط ظلت تحت الاحتلال، فعين السيد أحمد خلفان بن محمد البوسعيدي والياً على بركاء، وأنشأ فيها ميناءً وعمل على تحويل كل الخطوط البحرية والتجارية إلى ميناء بركاء لتشديد الخناق على الفرس في مسقط، فما كان من الفرس إلا أن قرروا الانسحاب من مسقط، لكن قبل ذلك لابد لهم من زرع الفتنة لتضمن لهم العودة مستقبلاً، لكن السيد أحمد فطن لتلك الخطة، فقرر الرد على تلك الخطة بالحيلة إذ إنه أقام للفرس احتفالاً قبل رحيلهم من مسقط في حصن بركاء انتهى بمذبحة هرب فيها الباقون من الفرس بحراً ليمروا بفخ آخر في منطقة السوادي، بالقرب من الجبال إذ أشعلت السفن بالنيران، لينتهي بعدها الاحتلال الفارسي.

## الترميم
رُمم الحصن عام 1985م من قبل وزارة التراث والثقافة.